# Lijst van Tweede Kamerleden voor de Economische Bond
Een overzicht van alle voormalige Tweede Kamerleden voor de Economische Bond.
| Tweede Kamerlid            | Begindatum        | Einddatum         |
| -------------------------- | ----------------- | ----------------- |
| Willem Hendrik de Buisonjé | 17 september 1918 | 26 september 1918 |
| Lourens de Groot           | 17 september 1918 | 26 september 1918 |
| Willem Treub               | 17 september 1918 | 26 september 1918 |